# Carlos Méndez Villalobos
Carlos Méndez Villalobos (Apatzingán, Michoacán, México, 7 de septiembre de 1954) Es un escritor mexicano de poesía, cuento y novela. También es un médico de la Secretaría de Salud de Guanajuato.

## Biografía
Nació en Apatzingán, Michoacán el 7 de septiembre de 1954. Estudió en la Facultad de Medicina de la Universidad Michoacana de San Nicolás de Hidalgo. Actualmente es Médico General “B” adscrito al CAISES de Jaral del Progreso, Gto. En la Jurisdicción Sanitaria V, de la Secretaría de Salud de Guanajuato.
Su participación médico – literaria se inicia en 1994, cuando consigue el 2° lugar a nivel Nacional, en el concurso convocado por la oficialía mayor de la Secretaría de Salud, sobre los Símbolos Patrios. En 1995, participa como colaborador de la Revista Acciones del Gobierno del Estado, publicando el artículo “Este, nuestro mundo” Así mismo, toma el 2° curso de Epidemiología básica, que fue impartido conjuntamente por la Universidad de Guanajuato y La Secretaría de Salud de Guanajuato y el 4° Diplomado en Tanatología.
Ha participado como autor, en los concursos de Investigación para la salud 5°, 10°, 11°, 12°, 13° y 14°, con trabajos de Investigación que fueron presentados en cartel, en las Ferias de investigación en salud correspondiente. Es en este último, en el que obtiene el Primer lugar en la categoría de Salud pública, con el trabajo de investigación que le da vida a esta obra.
Paralelamente a su desempeño profesional como médico, desarrolla una exitosa carrera Literaria, en la que consigue múltiples logros, como son: El primer lugar Estatal en el concurso sobre los Símbolos Patrios en l984, el segundo lugar a nivel Nacional en el mismo tipo de concurso en l994. Obtuvo el segundo lugar a nivel Nacional en el concurso convocado por Ex Libris, del Colectivo Artístico Morelia, en Ensayo corto (Comentario de libro), en l998. Fue poeta ganador de los XXXV juegos florales de la Revolución Mexicana en Jiquilpan, Michoacán en l999. Tiene publicados de manera individual, dos libros de poesía “Ámbitos Mágicos” (1998) y “Rimansero” (2006); un libro de cuentos “Huellas de Soledad” (2000); así como la publicación colectiva de los cuentos ganadores del VII Premio Nacional de Cuento “Carmen Báez” 2000; donde obtuvo el tercer lugar a nivel Nacional.

## Trabajos Literarios

### Poesía
- Ámbitos Mágicos (1998)
- Rimansero (2006)

### Cuentos
- Huellas de Soledad (1998)

## Trabajos Médicos de Investigación
- La depresión como síntoma de alarma entre las y los adolescentes escolares en el Municipio de Yuriria, Gto. (2005)
- Este, Nuestro Mundo (1995)

## Premios Literarios
- Premio Nacional de Cuento "Carmen Báez", Tercer lugar, (2000)
- XXXV Juegos Florales de la revolución Mexicana, Primer lugar, (1999)
- Concurso Nacional de Ensayo Corto ExLibris, Segundo lugar, (1998)
- Concurso Estatal sobre los Símbolos Patrios, Primer lugar, (1994)
- Concurso Estatal sobre los Símbolos Patrios, Segundo lugar, (1984)

## Premios en Investigación Médica
- XV Ferias de investigación, Primer lugar, (2005)